# Proměny (album)
Proměny je album skupiny Čechomor, které se od předchozích alb liší v tom, že bylo nahráno spolu s Českou filharmonií. Album vyšlo v roce 2001 a vydala ho společnost Venkow Records. Na albu se podílel také zpěvák skupiny Killing Joke Jaz Coleman. Album bylo oceněno akademií populární hudby třemi Anděly za nejlepší album roku, nejlepší píseň roku Proměny, která také držela po dlouhou dobu[kdy?] první příčky v hitparádách, a za nejlepší skupinu roku.[zdroj?] Album obsahuje12 písní, které byly v multiplatinové edici rozšířeny o další čtyři. Mimo jiné také anglickou verzi Proměn, kterou zpívá Lenka Dusilová a Jaz Coleman.
Ukázka celého alba - Nižší kvalita, Vyšší kvalita.

## Skupina
- František Černý – kytara a zpěv
- Karel Holas – pětistrunné housle a zpěv
- Radek Pobořil – akordeon a trubka
- Michal Pavlík – violoncello a české dudy
- Radek Klučka – bicí
- Lenka Dusilová – zpěv, vystupovala jako host
- Jaz Coleman – zpěv, producent, vystupoval jako host

## Seznam stop
1. Slunéčko (ukázka)
2. Proměny (ukázka[nedostupný zdroj])
3. Mezi horami (ukázka)
4. Dobře ti je Janku (ukázka)
5. Vyšly ryby (ukázka)
6. Zdálo se ně zdálo (ukázka)
7. Hruška (ukázka)
8. Svatba (ukázka)
9. Voják (ukázka)
10. Šimbolice (ukázka)
11. Větříček (ukázka)
12. Velické zvony (ukázka)

### Bonusy
1. Proměny, radiomix (ukázka)
2. Větříček, radiomix (ukázka)
3. Tisíc andělů, koleda (ukázka)
4. Proměny, anglická verze, radiomix (ukázka)